# Erasmus Habermehl
 Erasmus Habermehl est un inventeur et fabricant allemand d’instruments scientifiques de la Renaissance. Il travaille à Prague au service de l'empereur Rodolphe II.

## Biographie
Peu d’informations sont disponibles sur sa jeunesse. Habermehl travaille à Prague a partir de 1585. Il fabrique des instruments pour de riches clients, puis à partir de 1593, il est au service de l’empereur Rodolphe II.
Son atelier est connu pour avoir produit de nombreux instruments scientifiques luxueux avec des décorations élaborées, qui sont utilisés pour les mathématiques et l’astronomie.
Sa production comprend des astrolabes, des sphères armillaires, des cadrans solaires, ainsi que des recueils astronomiques et astrologiques.

## Postérité
Près de 150 instruments scientifiques fabriqués par Habermehl ont survécu et se retrouvent dans divers musées d’Europe.

## Liens Externes
- Ressource relative aux beaux-arts :   - Union List of Artist Names
- Notice dans un dictionnaire ou une encyclopédie généraliste :   - Deutsche Biographie
- Notices d'autorité :   - VIAF
  - ISNI
  - IdRef
  - GND
- (en) Erasmus Habermel https://www.britishmuseum.org/collection/term/BIOG70982
- (en) Erasmus Habermel https://www.mhs.ox.ac.uk/epact/maker.php?MakerID=40
- (en) Erasmus Habermel https://www.ntm.cz/index.php?q=en/glossary/erasmus-habermel